# Estado Falcón
Falcón es uno de los veintitrés estados que, junto con el Distrito Capital y las Dependencias Federales, forman la República Bolivariana de Venezuela. Se bautizó con ese nombre en honor a Juan Crisóstomo Falcón, líder de la Guerra Federal. Su capital es Coro, fundada el 26 de julio de 1527. Está ubicado en la Región Centroccidental. Limita al norte con el golfo de Venezuela, el mar Caribe (océano Atlántico) y el grupo sotavento de las Antillas Neerlandesas (Aruba, Curazao y Bonaire); al este con el golfo Triste (mar Caribe); al sur con los estados Yaracuy y Lara, y al oeste con el estado Zulia. 
Al norte de la ciudad de Coro, se encuentra la península de Paraguaná, unida al continente por el istmo de Los Médanos. Las principales actividades económicas del estado están relacionadas con la industria petrolera, el turismo y la pesca. En Paraguaná se encuentran la ciudad de Punto Fijo y dos refinerías.
Falcón está conformado por veinticinco municipios y ochenta y una parroquias. Su superficie es de 24 800 km² y su población proyectada es de 1 143 991 habitantes (2023).

## Historia
El área fue explorada por primera vez en 1499 por Juan de la Cosa y Américo Vespucio, como parte de una expedición supervisada por Alonso de Ojeda. A partir de la fundación de Santa Ana de Coro, el 26 de julio de 1527, la región ocupó un papel protagónico como epicentro de la Provincia de Venezuela, siendo escenario de los movimientos preindependentistas de José Leonardo Chirino en 1795 y de la incursión armada de Francisco de Miranda en 1806. En 1811, al declararse la Independencia de Venezuela, Coro permanece fiel a la Corona Española y se fusiona con la Provincia de Maracaibo, hasta que es decretada por Fernando VII la creación de la Provincia de Coro en el año de 1815. Finalmente en 1821 al ser anexada por Josefa Camejo durante la guerra de Independencia aparece como provincia del departamento del Zulia de la República de la Gran Colombia. En 1830, con la separación de Venezuela de esta república se conforma en una de sus provincias.

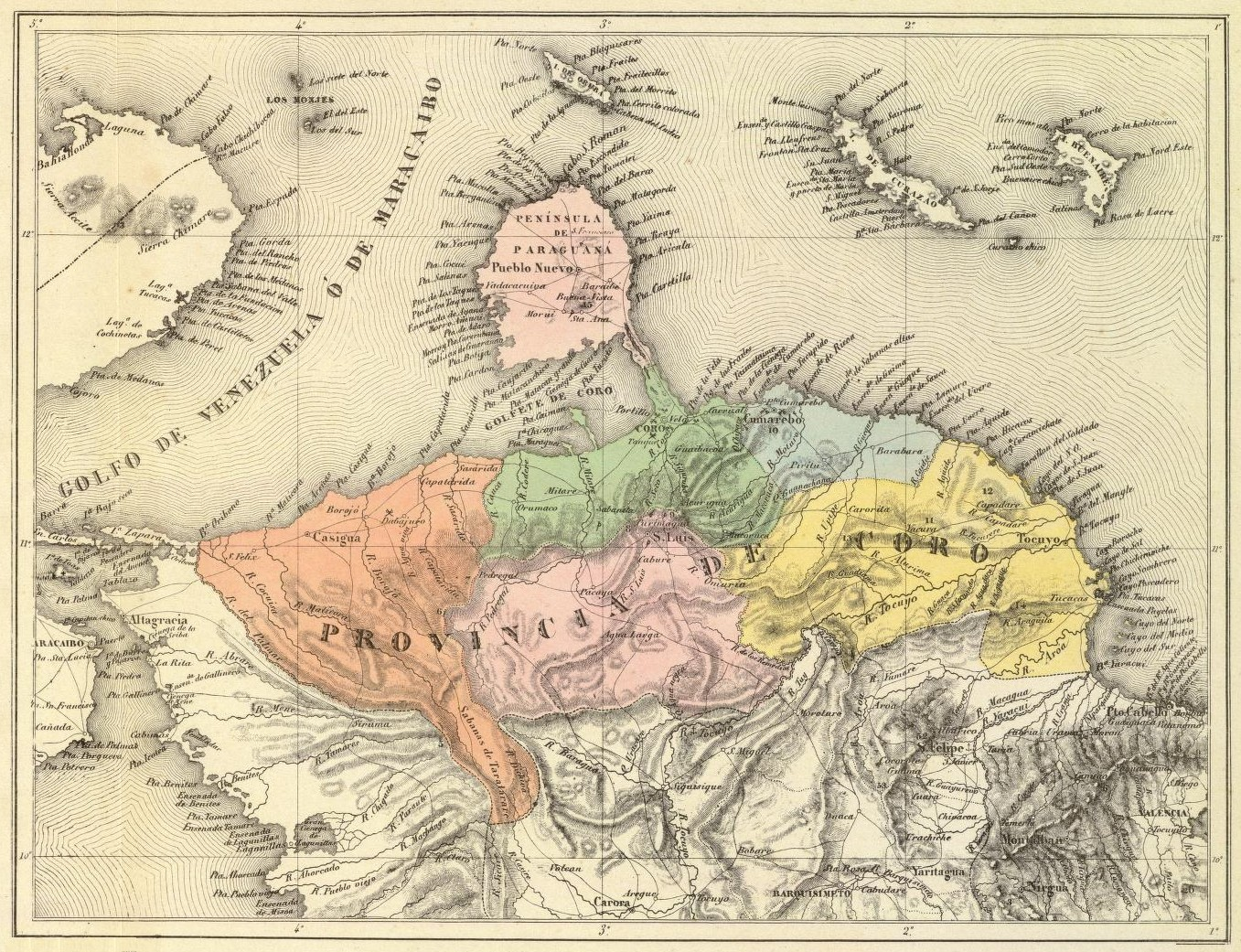
Mapa de la Provincia de Coro en el año 1840.

En 1856 se le confirma su categoría de provincia integrada por los cantones de Coro, San Luis, Casigua, Costa Arriba, Cumarebo y Paraguaná. En 1859, luego de los acontecimientos de la iniciación de la Guerra Federal que se dieron el 20 de febrero en Coro, es declarado el Estado Independiente de Coro. En 1864 pasó a ser estado federal integrante de los Estados Unidos de Venezuela, como pasó a llamarse la confederación. En 1872 se le cambió el nombre por el de Estado Falcón, en honor al líder de la Guerra Federal Juan Crisóstomo Falcón. En 1879, junto con Lara y Yaracuy, menos el Departamento Nirgua, formó parte del Estado Norte de Occidente. Entre 1881 y 1890 formó con Zulia el Estado Falcón-Zulia. En 1891 nuevamente aparece como estado independiente con el nombre de Falcón. En 1899 cambia de nombre, recobrando por un periodo corto de tiempo su denominación histórica de Estado Coro; volviendo en 1901 con el nombre que se le conoce en la actualidad.
En 1899 se anexa el territorio que comprende las poblaciones de Tucacas y Chichiriviche que hasta ese año pertenecían al Gran Estado Lara, cediendo a este último el municipio Urdaneta

## Economía

### Agricultura y ganadería

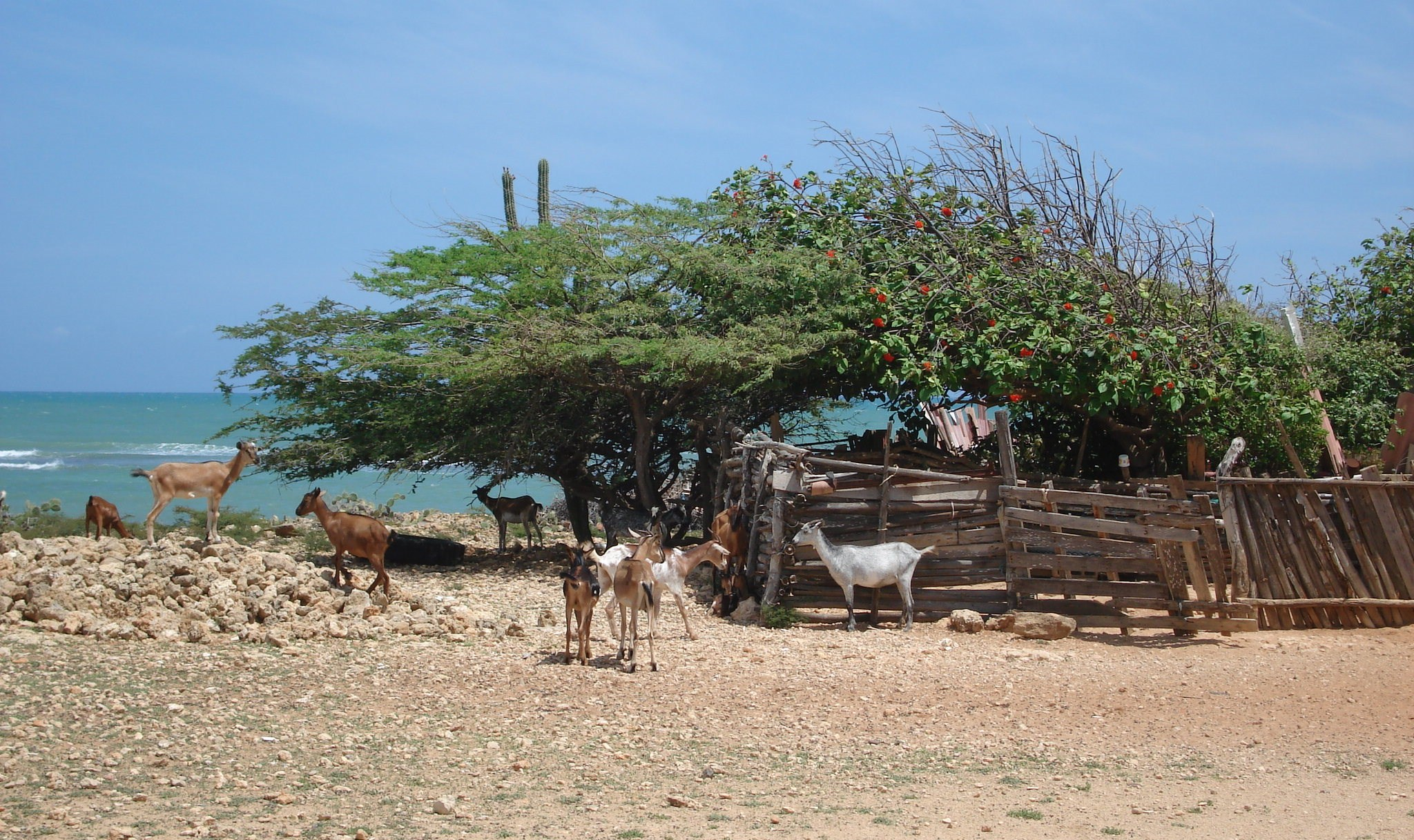
Ganadería caprina en la península de Paraguaná.

La principal actividad económica en cuanto a la ocupación de la mano de obra, es la agropecuaria, con importantes cultivos de coco, cebollas, maíz, tomate, patilla, melón, café, sábila y leguminosas. 
El estado Falcón es el primer productor de coco y copra, ganado caprino y sus derivados; segundo en producción pesquera y de hortalizas como cebolla, y pimentón; tercero en producción de leche bovina y melón. Además tiene grandes ventajas para la producción de hortalizas de piso seco como el melón, cebolla, patilla y el tomate. Solo el rubro coco, tiene aproximadamente 20 000 hectáreas cultivadas, existiendo disponibilidad para la ampliación de superficie en la costa oriental del estado Falcón. El estado Falcón es uno de los principales productores de sábila en Venezuela, y en el rubro café tiene una explotación de 3500 hectáreas, pero con una disposición de 12 700 hectáreas cultivables, distribuidas en la sierra de Coro en la zona sur de la entidad federal.
En las montañas se cultiva café, teniendo prestigio las producciones en la Sierra de San Luis y en la Sierra de Churuguara.
En la Costa Oriental hay importantes plantaciones de cocoteros, que han desarrollado una importante industria de extracción de aceite y aprovechamiento de la copra. En cuanto a la ganadería, hay abundancia de ganado caprino, vacuno y en menor importancia porcino.

### Actividades económicas

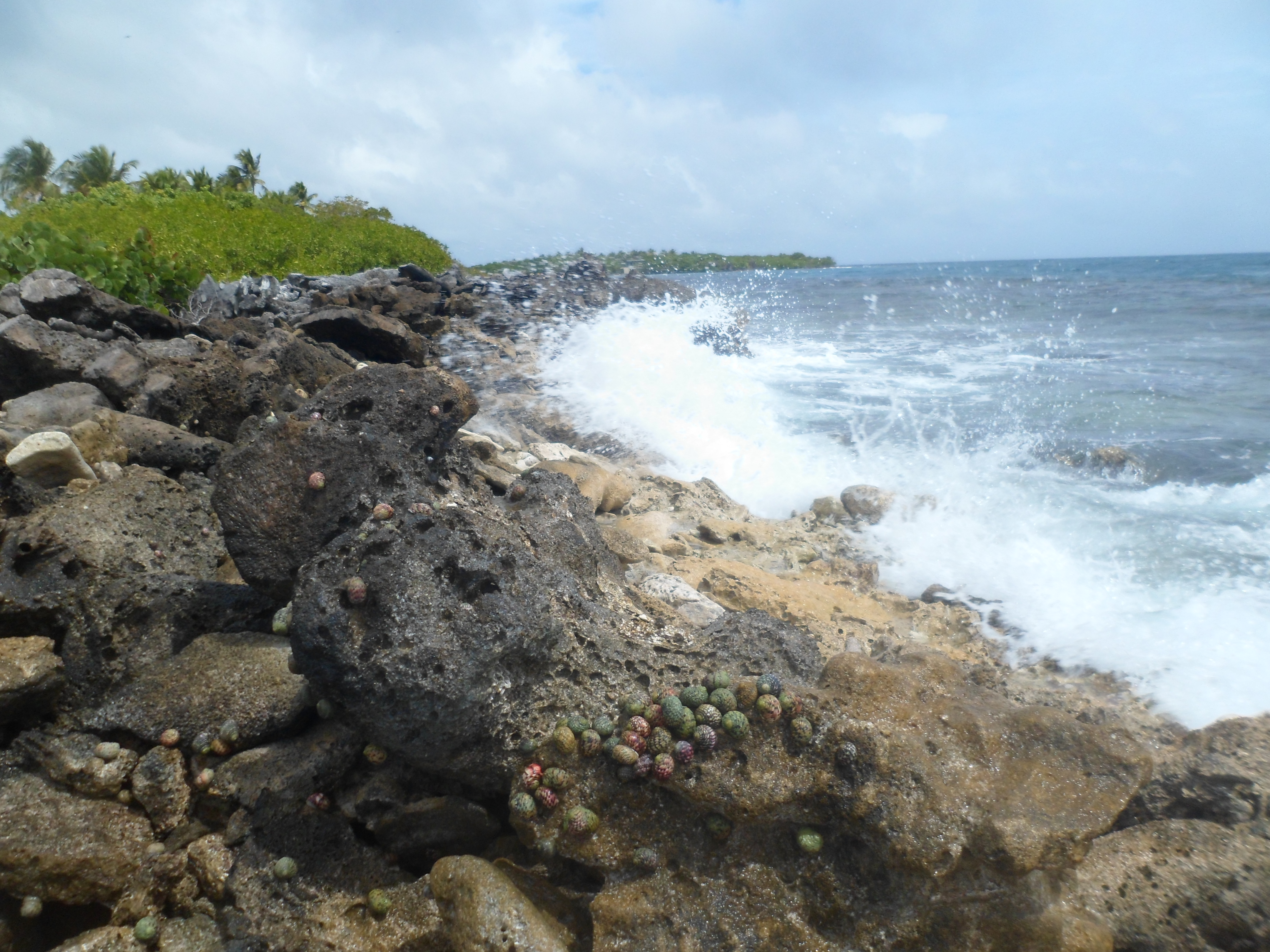
Cayo Sombrero, parque nacional Morrocoy, Estado Falcón

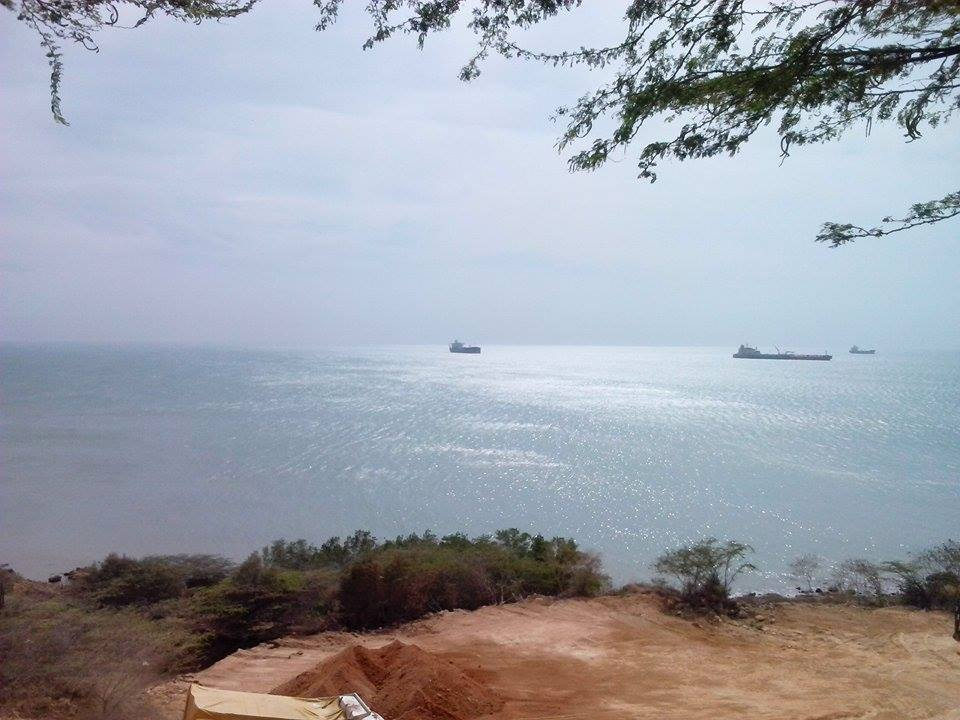
Playa Manaure, Comunidad Cardón (Punto Fijo)

Falcón es el estado venezolano que posee más kilómetros de costas, por tanto la actividad pesquera tiene especiales dimensiones. La producción anual es de 30 471 toneladas de pescado y marisco, desembarcados en los puertos de Las Piedras, Carirubana, Puerto Cumarebo, Zazárida, Chichiriviche, y La Vela de Coro, destacando la industrialización de crustáceos con la presencia en la extensa costa del estado de granjas de cría de camarones, como en Boca de Ricoa y en varios puntos de la península de Paraguaná. 
En Falcón se reconocen algunos yacimientos explotados de petróleo en Mene de Mauroa, Media, Hombre Pintado y Tiguaje y campos de gas natural en Cumarebo y otras zonas cercanas. Sin embargo la principal actividad de la industria petrolera se encuentra en el Centro de Refinación de Paraguaná, uno de los más grandes del mundo, constituido por el Complejo Refinador de Amuay y la refinería Cardón, ambas con una capacidad de 940 000 barriles diarios de petróleo, que representa el 75 % de la capacidad de refinación total con que cuenta Venezuela. Estas refinerías son alimentadas de crudo y gas a través de poliductos que provienen de la cuenca del lago de Maracaibo. Asimismo en la península de Paraguaná se ha consolidado una zona libre de inversión turística.
Falcón cuenta además con depósitos minerales para generar insumos básicos en industrias como cerámica, fertilizantes, energía, química, abrasivos, metalmecánica, fármacos, alfarería, pintura, entre otros. Se explotan fosfatos en Riecito y calizas en Chichiriviche, que son procesadas en la planta de cemento de Cumarebo (Holcim de Venezuela). También cuenta con inmensos yacimientos carboníferos en la zona occidental, con reservas probadas para la explotación a cielo abierto por el orden de los 20 millones de toneladas métricas, y reservas estimadas en 120 millones de toneladas métricas, en un radio de acción de 50 000 hectáreas. Otros minerales en la zona incluyen grafito, sílicas, calizas, dolomita, fosfato, cromita y mármol.
Gracias al clima seco y árido existen cinco salinas naturales y unas 220 000 hectáreas de superficie aptas para la construcción de salinas artificiales repartidas a lo largo del territorio falconiano. De todas las salinas solo se encuentra bajo explotación industrial la salina de Las Cumaraguas, siendo el resto explotadas artesanalmente.
También gracias a sus paisajes naturales (como los Médanos de Coro y los parques nacionales Cueva de la Quebrada del Toro, sierra de San Luis y Morrocoy) cobra importancia en la economía del Estado el turismo.

## Geografía
El estado Falcón está ubicado al norte de la región geográfica denominada Sistema Coriano. Está conformado al sur por sierras de mediana altura configuradas de este a oeste, que en la parte oriental del estado llegan al Caribe formando valles marítimos. En tanto que la parte occidental, desde la ciudad de Coro se encuentra una llanura costera que corre paralela al golfo de Venezuela. Al norte se ubica uno de los accidentes geográficos más característicos que configuran la costa venezolana: la península de Paraguaná, unida al continente por el istmo de Los Médanos de Coro, de 27 km de largo y 6 km de ancho.

### Clima
El clima semiárido de precipitaciones escasas domina en el litoral occidental y en la península de Paraguaná. En Coro se registran 417 mm de lluvia al año, que suele descender en años secos, con una temperatura media de 28,4 °C, mientras que en Punto Fijo se registran 316 mm de precipitaciones anuales con temperaturas medias de 27,6 °C. Las condiciones desérticas de sequedad extrema, con precipitaciones menores de 300 mm, se reconocen en los litorales occidentales corianos y sobre todo en el istmo de Los Médanos de Coro, con temperaturas anuales promedio entre 28 a 29 °C. En los sectores litorales orientales va aumentando la pluviosidad de 800 a 1200 mm anuales, siempre con altas temperaturas. Algo más favorables, con temperaturas entre los 25 y los 27 °C, son las condiciones climáticas de los piedemontes serranos, reconociéndose un clima subhúmedo en las altitudes mayores de las sierras de San Luis y Churuguara, con precipitaciones anuales de 1300 mm y temperaturas medias de 22 °C.

### Relieve

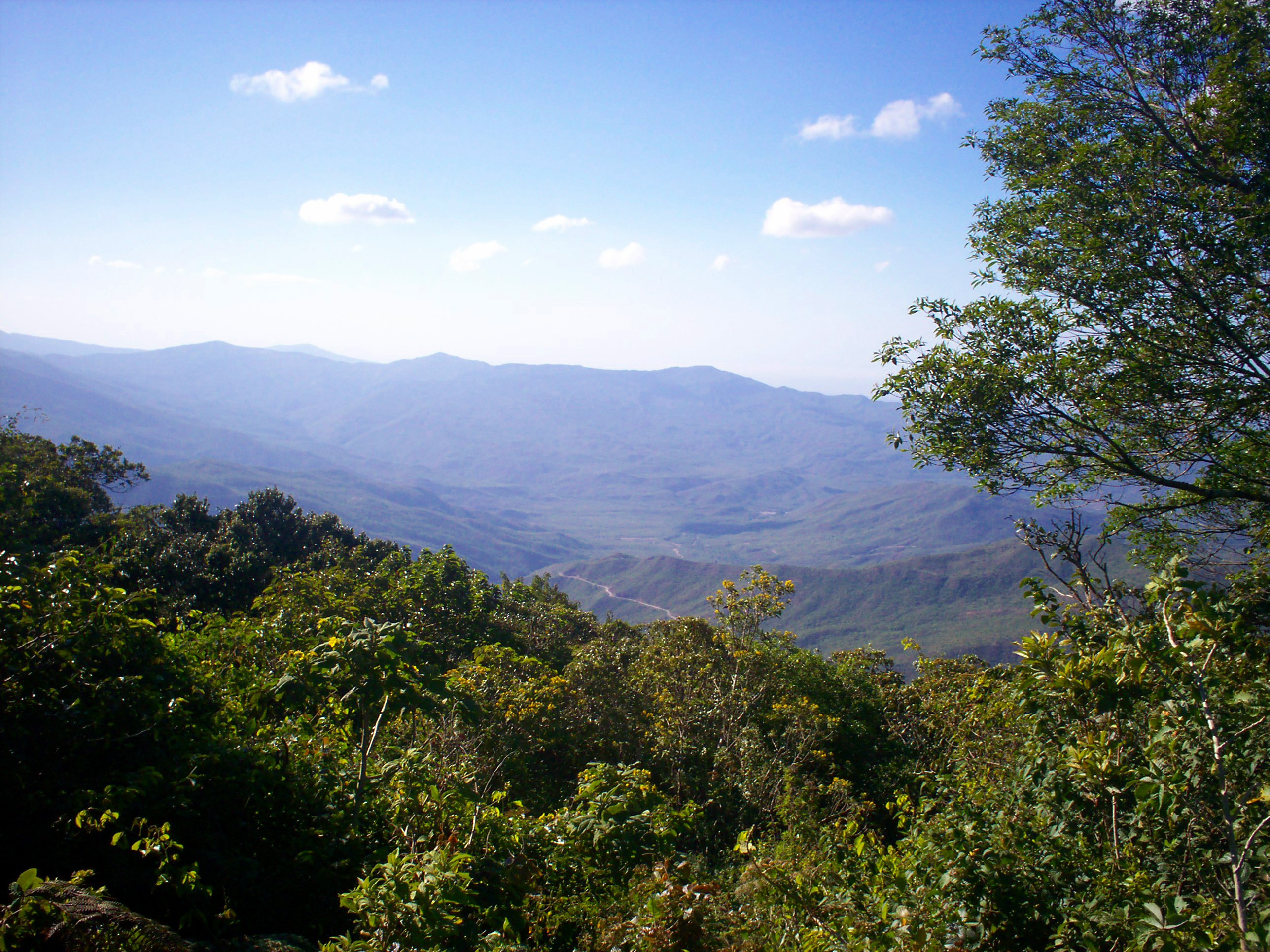
Relieve de la sierra de Falcón observado desde el cerro Galicia.

El Sistema Coriano del estado Falcón presenta una diversidad de paisajes que van desde las llanuras costeras en su parte caribeña, hasta cordilleras formadas por valles y serranías, en una zona de relieve de transición entre los dos grandes sistemas montañosos del país. La sierra de San Luis tiene la máxima altura de todo el sistema de cuencas de dicho estado; pero son alturas muy modestas cuyo máximo no sobrepasa los 1600 metros (cerro Galicia). El cerro Santa Ana es un monumento natural ubicado en el centro de la península de Paraguaná. A diferencia del resto de la península el cerro Santa Ana tiene como características el contraste de su verdor con la vegetación xerófila de la zona de Paraguaná. Tiene tres picachos: el Santa Ana (el más alto que asciende a unos 830 m s. n. m.), el Buena Vista y Moruy.

### Hidrografía

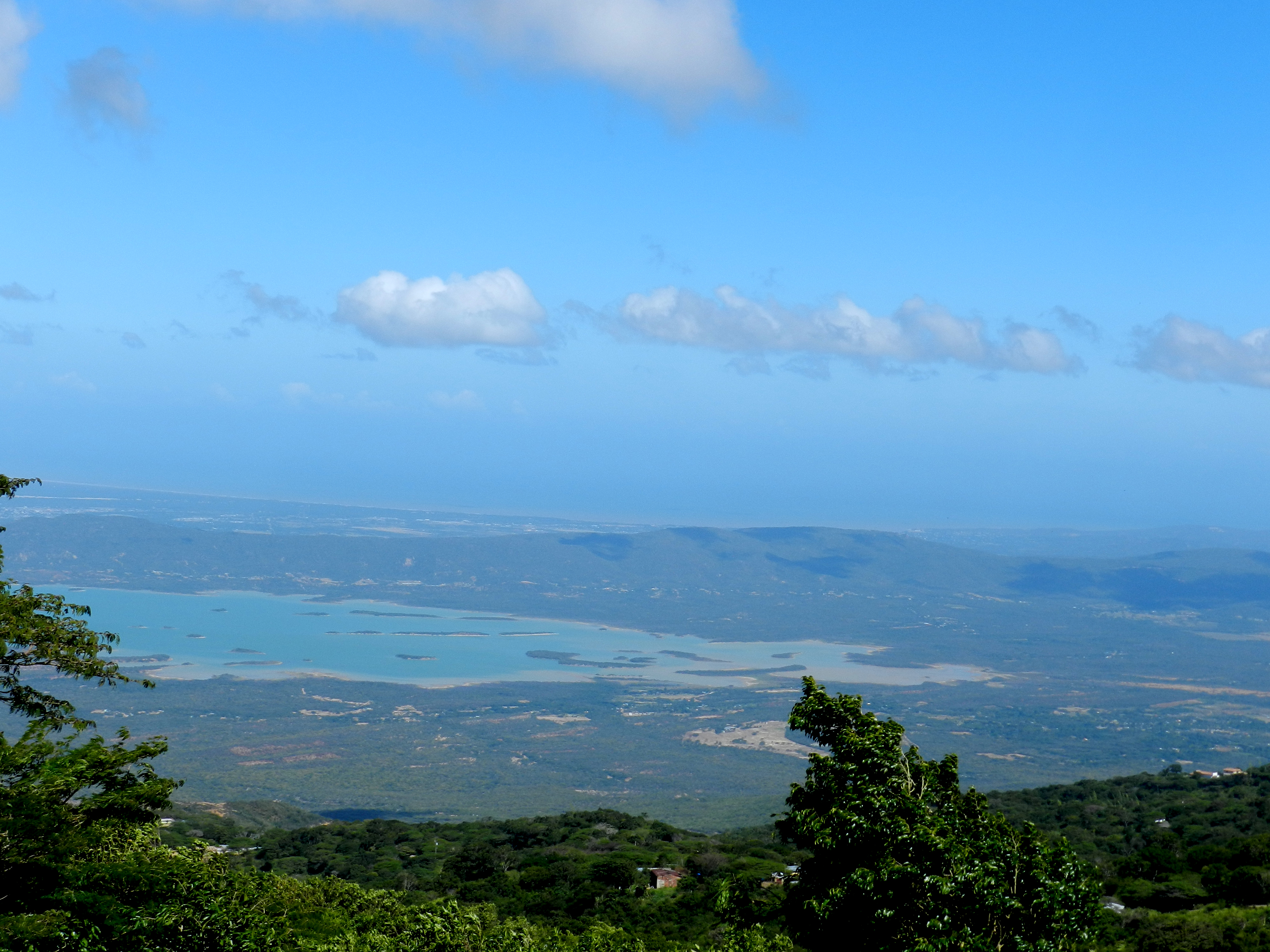
El embalse El Isiro es uno de los principales reservorios de agua dulce del estado Falcón.

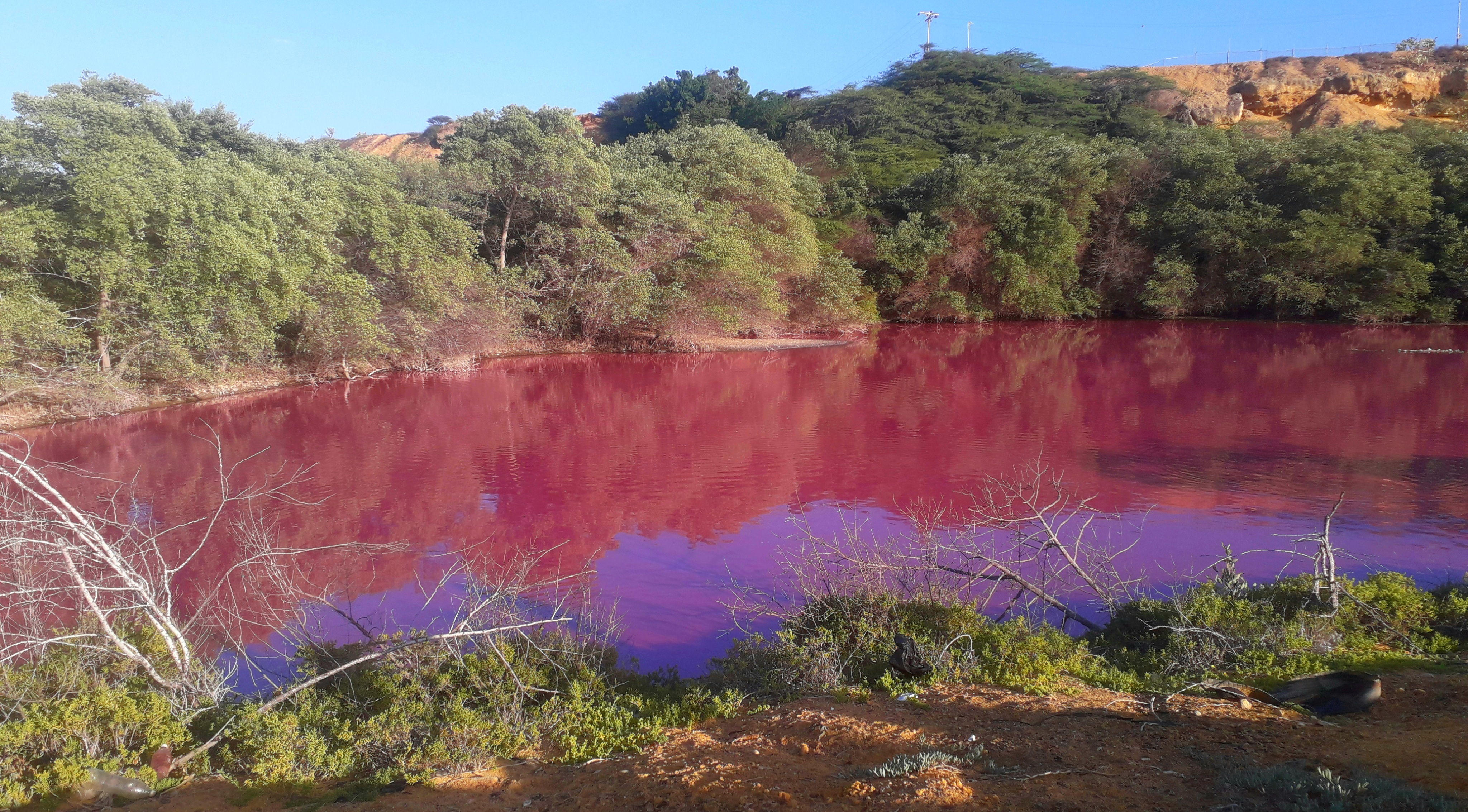
Parque metropolitano Laguna de Guaranao.

La hidrografía del estado es muy pobre, todos los ríos desembocan en el norte, ya sea en el mar Caribe o en el golfo de Venezuela. Sin embargo, el principal río venezolano de la cuenca del Caribe, el Tocuyo, baña una gran zona del estado desembocando en el Caribe en la Costa Oriental del estado, luego de recorrer 423 km. Otro río digno de mención que desemboca en el Caribe es el Aroa con 130 km de recorrido. De la cuenca del golfo de Venezuela, los principales son el Matícora (201 km) y el Mitare con 120 km.
- Ríos principales: Tocuyo, Aroa, Güigüe, Hueque, Matícora, Mitare, Pedregal, Remedios, Ricoa, San Luis.
- Lagunas:Laguna de Guaranao; bajo la sierra de San Luis en la Cueva del Toro, se encuentra un lago subterráneo, el más grande conocido en Venezuela, llamado río Acarite.

## Flora y fauna

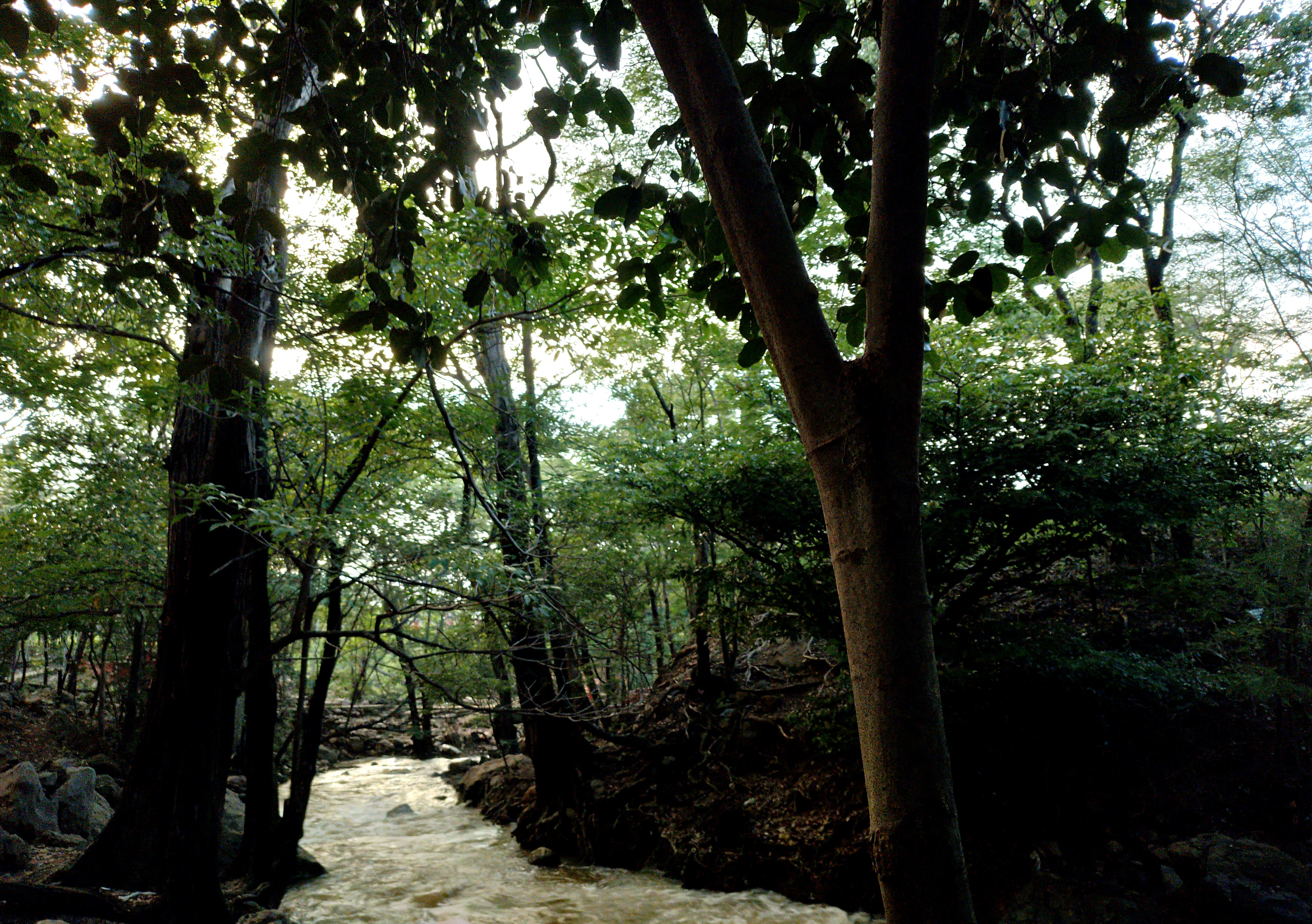
Rio Meachiche.

La flora marina es muy rica. Hay una gran diversidad de algas en los litorales rocosos y en los fondos arrecifales. El potencial pesquero de sus aguas es enorme y entre las especies que se extraen están el camarón, el pulpo, el calamar, el carite, el corocoro, la lisa, el jurel, el lebranche y el cazón. Otras especies requieren protección como las tortugas marinas y el caimán de la costa. Este habita en los manglares costeros de Morrocoy, Cuare y el istmo, junto a la tijereta de mar, garzas, corocoras, alcatraces y el flamenco. Entre los invertebrados se destacan el escorpión de Hueque (Tityus falconensis), descubierto en las cuevas del parque nacional Juan Crisóstomo Falcón y que se distribuye en gran parte del territorio falconiano; También es nativa la escolopendra gigante la cual es el ciempiés más grande del mundo y la tarántula azul de Paraguaná (Chromatopelma cyaneopubescens).
En los cardonales y espinares que ocupan las zonas bajas predominan las plantas fuertemente armadas con espinas. Son comunes el cují yaque (árbol emblemático de Falcón), la retama, el yabo, el espinito, las tunas y los cardones. Dispersos en la región se observan cultivos de sábila y sisal. En este ambiente destacan los murciélagos, el conejo sabanero, el zorro común, los ratones silvestres, iguanas y lagartijas; y entre las aves se encuentran el cardenal coriano y la paraulata llanera o chuchube (Mimus gilvus). Es también el lugar endémico del escorpión de Hueque (Tityus falconensis) una especie de escorpión nativo cuya distribución es exclusivamente del estado Falcón. 
En las laderas altas de las montañas dominan los bosques nublados donde crece una enorme variedad de helechos y palmas. En las formaciones calizas de la sierra se encuentra el guácharo, además de interesantes aves como el pájaro campanero herrero y el tucán pico de frasco esmeralda, y reptiles como la tortuga mordelona, una especie endémica de las montañas del Sistema Coriano.

## División político-territorial
El estado Falcón está dividido en 25 municipios y 81 parroquias.
| Municipios de Falcón |
| --- |
| Mar Caribe Golfo de Venezuela Golfete · de Coro Yaracuy Zulia Lara Mauroa Dabajuro Buchivacoa Urumaco Democracia Sucre Bolívar Miranda Petit Federación Unión Colina Zamora Píritu Tocópero Jacura Sn. Fr. Acosta Manaure Iturriza Silva Palmasola Carirubana Falcón Los · Taques |

### Reclamación Territorial
El estado Falcón tiene una reclamación territorial, una que está en el sudeste del estado que es disputado con el Estado Yaracuy. Con la gran parte del Municipio Palmasola y una parte del municipio Silva.

## Demografía
La población del estado Falcón se ubicó en el año 2011 en 902 847 habitantes, mientras que en 2001 se censaban 763 188 habitantes. Su densidad de población ha subido de 30,8 hab/km² en 2001 a 36,4 hab/km² en el año 2011. Debido al crecimiento de las zonas urbanas se observa una disminución de la vida rural, llegando la población urbana al 67,3 % de la población total estadal en 1990. En el año 2015 se estima una población urbana de alrededor de 600 000 habitantes, repartiéndose en varias ciudades encabezadas por la conurbación de 315 622 habitantes formada por la ciudad de Santa Ana de Coro (265 569 habs.) y su puerto La Vela de Coro (50 053 habs.); y por el área metropolitana de Punto Fijo, que incluye las iniciales poblaciones pesqueras de Las Piedras, Carirubana y Punta Cardón con una población de 387 766 habitantes. Otras ciudades medianas estructuran sus respectivas zonas de influencia, destacando Puerto Cumarebo (33 822 habs.), Dabajuro (25 882 habs.), Tucacas (47 885 habs.), Churuguara (32 453 habs.) y Mene de Mauroa (34 649 habs.). Por otra parte, según el último censo poblacional llevado a cabo por el Instituto Nacional de Estadística en el año 2011, el 55,7 % de la población se autorreconoce étnicamente como mestiza; 38,9 % como caucásica, concentrándose principalmente en la ciudad de Punto Fijo; y un 4,1 % se identificó como de raza negra.

## Cultura

### Arquitectura
La ciudad de Santa Ana de Coro fue declarada patrimonio nacional en la década de 1950 y Patrimonio de la Humanidad por la Unesco en 1993. Coro es considerada una ciudad de turismo religioso por su arquitectura.

### Artesanía
La artesanía falconiana es rica en expresiones artísticas. Dentro de la artesanía popular se encuentran los chinchorros con estilos, técnicas y valores únicos del estado. La producción artesanal es cuantiosa y variada. Los artesanos de los pueblos que circundan a la ciudad de Coro se especializan en la fabricación de muebles con la madera del cardón, del palo de arco y del curarí. La madera es complementada utilizando fibras vegetales como el sisal o con cueros de vaca y chivo. En Paraguaná, el barro se trabaja para construir objetos de usos domésticos, aplicando las mismas técnicas utilizadas por los indígenas caquetíos. En la costa oriental el atractivo es la cestería elaborada con enea, cocuiza y bejucos y las hamacas hechas con hilo.

### Gastronomía
La comida típica falconiana permite el disfrute de una variedad de sabores representados en sus especialidades, como son el talkarí de chivo, el celce coriano, mondongo de chivo, queso de leche de cabra, la natilla, la arepa pelada y el dulce de leche de cabra. A nivel nacional el arroz con coco y el arroz con leche es uno de los dulces con mayor demanda, sobre todo en la época de Semana Santa. También es muy común preparar el pescado frito con tostones y ensalada Coleslaw, particularmente en la costa oriental de este estado (Tucacas, Chichiriviche). 

### Folklore

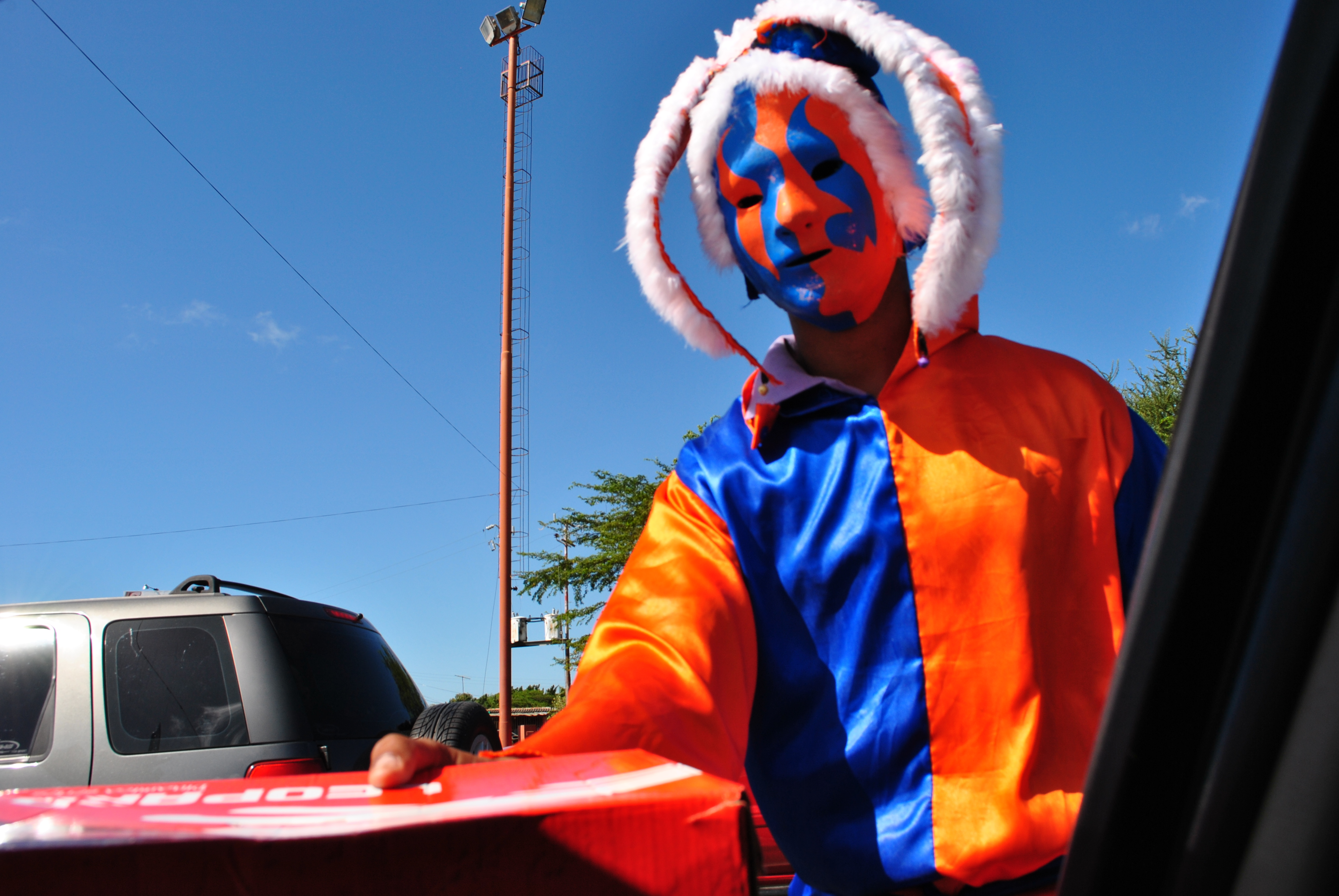
Disfraz típico durante la festividad de Los Locos de la Vela.

Las expresiones folclóricas, costumbristas y religiosas ofrecen un sello de originalidad en el estado. En las celebraciones típicas se asocian rasgos de las culturas africana, indígena y europea. Entre estas celebraciones se encuentra el Baile de las Turas, que tiene su origen en una danza indígena relacionada con la temporada de cacería y de recolección de la cosecha de maíz. Se celebra en San Pedro, El Tural y Mapararí en la región serrana, entre el 23 y 24 de septiembre. Los bailes de tambor en las ciudades de Coro, La Vela y Puerto Cumarebo son muy alegres y coloridos, y la celebración del Día de los Locos (28 de diciembre) en La Vela de Coro, con desfiles de máscaras en las calles y plazas públicas, alcanza un despliegue similar al de los grandes carnavales del mundo.

## Deportes
- Unión Atlético Falcón (Segunda División de Venezuela)
- Cachorros de Falcón (Liga Nacional Bolivariana de Béisbol)

### Instalaciones deportivas
- Estadio Pedro Conde
- Estadio José David Ugarte
- Estadio Eduardo "Tata" Amaya
- Gimnasio Cubierto Carlos Sánchez
- Gimnasio Cubierto Fenelón Díaz
- Gimnasio Ramón Peña Gilly

## Política y Gobierno
Como estado federal es autónomo e igual en lo político a los otros integrantes de la Federación, organiza su administración y sus poderes públicos por medio de la Constitución Federal del Estado Falcón de 2004, dictada por el Consejo Legislativo.

### Poder Ejecutivo

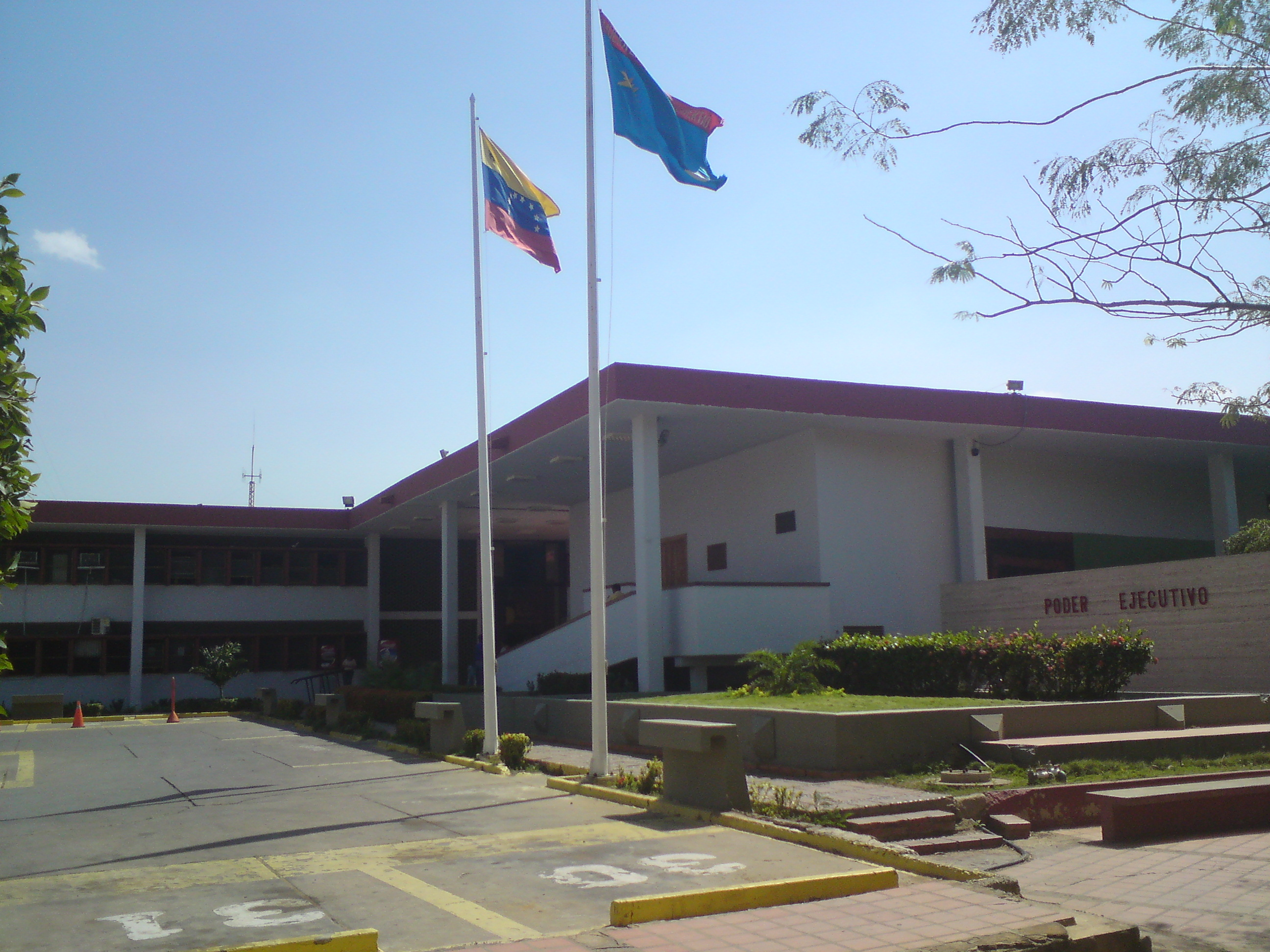
Sede de la gobernación del estado Falcón.

Está compuesto por el gobernador del Estado Falcón y un grupo de Secretarios Estadales. El Gobernador es elegido por el pueblo mediante voto directo y secreto para un periodo de cuatro años y con posibilidad a una reelección inmediata para un periodo igual, siendo el encargado de la administración estatal.
El primer gobernador electo de Falcón fue Aldo Cermeño del partido socialcristiano COPEI, quien gobernaría en el periodo comprendido entre 1989 y 1992. El actual gobernador del estado es Víctor Clark, del Partido Socialista Unido de Venezuela, electo en 2017 y reelecto en 2021.

### Poder Legislativo
La legislatura del estado recae sobre el Consejo Legislativo del Estado Falcón. Es unicameral, elegido por el pueblo mediante el voto directo y secreto cada cuatro años, pudiendo ser reelegidos por dos períodos consecutivos, bajo un sistema de representación proporcional de la población del estado y sus municipios, cuenta con 11 legisladores, de los cuales 3 son lista y 8 nominales.